# Morcilla de calabaza
La morcilla de calabaza es un plato típico de las regiones de Las Hurdes y La Vera localizadas en la comunidad de Extremadura. Es un plato que se elabora aprovechando el tiempo de matanza del cerdo. Está compuesta de calabaza, tocino, cebolla, pimentón, sal y orégano entre otros muchos ingredientes y se puede disfrutar tanto en frío como en caliente.

## Historia
La morcilla de calabaza tiene su origen en el siglo XVIII durante en tiempos de escasez de alimentos, la carne se sustituía por calabaza.A lo largo de la geografía nacional, este plato está presente en numerosas fiestas y celebraciones como en los carnavales de Malpartida (Cáceres).

## Características
Es uno de los embutidos tradicionales de la región de Extremadura, aunque también está presente en provincias limítrofes como Ávila. Además, es un alimento de mucha calidad y consta de grandes propiedades nutricionales. Actualmente, tiene gran popularidad dentro de la cocina moderna, ya que su sabor y su textura la convierten en un alimento muy versátil a la hora de combinarse como ingrediente en elaboraciones culinarias.Es un plato rico en proteínas, hierro, potasio y vitaminas B3 y B2 entre otras.